# Destutt de Tracy
Antoine-Louis-Claude Destutt de Tracy, o conde de Tracy (Paris, 20 de julho de 1754 — Paris, 10 de março de 1836), foi um filósofo, político, soldado e membro exemplar do grupo dos Idéologues. A obra de Tracy constituiu uma tentativa de elaborar uma teoria liberal abrangente do indivíduo, da sociedade e da política. Dedicou-se, prioritariamente, à questões epistemológicas sobre a natureza do conhecimento e a possibilidade de uma reforma conceitual progressista; ao debate dos primórdios do desenvolvimento das ciências sociais na França e sua relação com o governo e o progresso social; como também à defesa do que considerava ser os elementos liberais da Revolução e sua consolidação numa teoria econômica e política consequente. Seu pensamento foi significativo para o desenvolvimento do liberalismo francês e serviu de precursor na elaboração do repertório conceitual das ciências sociais que permaneceram influentes ao longo dos séculos seguintes, - notoriamente, o termo ideologie e seus derivados, ideologiste e ideologique, mas também contribuiu na utilização do termo science sociale (ciência social). Antecipou elementos das teorias sobre a sociedade industrial, da ideia de um confederação europeia, e da teoria maginalista na economia.

## Vida
Nasceu em Paris, em 20 de julho de 1754. Era membro de uma família de ascendência escocesa, Stutt, que possuia uma forte tradição militar, cuja presença na França remonta à viagem de quatro irmãos da família em 1420, que se aliaram ao Delfim de França, que viria à se tornar Carlos VII, contra a Inglaterra. Um desses irmãos, Walter Stutt, receberia um título de nobreza em 1474, assumindo um domínio em Borbonês. Seus descendentes tornaram-se, através de casamentos, titulares do patrimônio de Tracy, na antiga Nivernais, como também da comuna de Paray-le-Frésil. Seu pai, Claude-Charles-Louis Destutt de Tracy, nascido em 1723, comandou a gendarmaria do rei na batalha de Minden, em 1759, onde foi gravemenete ferindo, e terminou falecendo alguns anos depois. Deixou apenas um filho, Antoine-Louis-Claude.
A educação de Destutt foi guiada por sua mãe até seus 16 anos, quando partiu para a escola militar de estrasburgo, onde continuou os estudos na universidade, considerada cosmopolita e liberal para a época.